# Hooray for Boobies
Hooray for Boobies – album zespołu Bloodhound Gang wydany w 1999 roku w Europie (w tym w Polsce), a w 2000 roku w USA.
Album składa się oryginalnie z 47 ścieżek. Po 18 ścieżkach (piosenkach i przerywnikach) nagranych jest 28 kilkusekundowych ścieżek ciszy, po czym następuje niezatytułowany ukryty utwór.
Nagrania w Polsce osiągnęły status złotej płyty.

## Spis utworów
Sporządzono na podstawie materiału źródłowego.
1. "I Hope You Die" - 3:39
2. "The Inevitable Return of the Great White Dope" - 4:02
3. "Mama's Boy" - 0:34
4. "Three Point One Four" - 3:55
5. "Mope" - 4:36
6. "Yummy Down on This" - 3:48
7. "The Ballad of Chasey Lain"- 2:21
8. "R.S.V.P. - 0:15
9. "Magna cum Nada" - 4:00
10. "The Bad Touch"- 4:20
11. "That Cough Came with a Prize"- 0:14
12. "Take the Long Way Home" - 3:07
13. "Hell Yeah" - 5:02
14. "Right Turn, Clyde" - 5:24
15. "This Is Stupid" - 0:10
16. "A Lap Dance Is So Much Better When the Stripper Is Crying" - 5:37
17. "The Ten Coolest Things About New Jersey" - 0:10
18. "Along Comes Mary" - 3:25

## Pozycje na listach przebojów

### Album
| Lista             | Pozycja |
| ----------------- | ------- |
| Billboard 200     | 14      |
| UK Top 40         | 37      |
| Australia         | 38      |
| Sverigetopplistan | 19      |
| Nowa Zelandia     | 5       |
| Austria           | 1       |
| Finlandia         | 3       |
| Norwegia          | 16      |
| Szwajcaria        | 2       |

### Single
| Rok  | Singel                                          | Pozycja | Pozycja | Pozycja | Pozycja | Pozycja | Pozycja | Pozycja | Pozycja | Pozycja |
| Rok  | Singel                                          | US      | US Mod  | US Main | UK      | SWE     | NZ      | HOL     | SWI     | AUT     |
| ---- | ----------------------------------------------- | ------- | ------- | ------- | ------- | ------- | ------- | ------- | ------- | ------- |
| 1999 | "The Bad Touch"                                 | 52      | 6       | 21      | 4       | 1       | 4       | 19      | 4       | 3       |
| 1999 | "Along Comes Mary"                              |         |         |         |         |         |         |         | 13      | 5       |
| 2000 | "The Ballad of Chasey Lain"                     |         |         |         | 15      | 35      |         | 71      | 23      | 11      |
| 2000 | "Mope"                                          |         |         |         |         | 56      |         |         | 77      |         |
| 2000 | "The Inevitable Return of the Great White Dope" |         |         |         |         |         |         |         | 55      | 37      |